# توم سنو
توم سنو (بالإنجليزية: Tom Snow)‏ هو كاتب أغاني أمريكي، ولد في 1947 في برينستون في الولايات المتحدة.

## وصلات خارجية
- توم سنو على موقع IMDb (الإنجليزية)
- توم سنو على موقع ميوزك برينز (الإنجليزية)
- توم سنو على موقع قاعدة بيانات برودواي على الإنترنت (الإنجليزية)
- توم سنو على موقع أول ميوزيك (الإنجليزية)
- توم سنو على موقع ديسكوغز (الإنجليزية)